# 阿部喜三男
阿部 喜三男（あべ きみお、1909年6月16日 - 1970年11月22日）は、日本の国文学者。近世俳諧が専門。

## 略歴
1933年、東京帝国大学文学部国文科卒。台北第一中学校教諭、東京府立第三中学校（現東京都立両国高等学校）教諭、海軍教授。戦後は明治大学政治経済学部助教授、教授。在職中に61歳で死去。小躯斗酒も辞さないほどの酒好きだった。

## 著書
- 『一茶』新紀元社、少年国文学叢書、1943
- 『たけくらべと樋口一葉』学友社、文学教室、1947
- 『最新國文解釋・作文』研究社學生叢書 1950
- 『芭蕉俳文俳論の解釋』有精堂出版、1951
- 『学習受験現代文 考察法詳説』日栄社、1953
- 『芭蕉俳文・俳論の新解釋 語法詳解』有精堂出版、1954
- 『方丈記の探究』有朋堂、文法文脈整理探求シリーズ、1957
- 『奥の細道の問題研究』山田書院、1958
- 『学習受験新編国文学史 文例解釈・問題付』日栄社、1959
- 『詳考奥の細道』山田書院、1959
- 『学習受験現代作文 基本と実践』日栄社、1961
- 『松尾芭蕉』吉川弘文館、人物叢書、1961
- 『河東碧梧桐』南雲堂桜楓社、俳句シリーズ 人と作品、1964
- 『奥の細道 傍線解釈』明治書院、1965
- 『芭蕉蕪村一茶俳句の解釈と鑑賞 文法設問』有精堂出版、国文解釈と鑑賞叢書、1965

### 共編著
- 『学習受験平家物語 文法詳説』中野博雄共著、日栄社、1961
- 『総合現代国語の整備』中野博雄共著、日栄社、1965
- 『関東の芭蕉』高岡松雄共著、豊書房、芭蕉写真シリーズ、1966
- 『東北の芭蕉 「奥の細道」のあと』高岡松雄共著、豊書房、芭蕉写真シリーズ、1967
- 『芭蕉と旅』高岡松雄、松尾靖秋共著、社会思想社 現代教養文庫、1973

### 校注・訳
- 『新古今和歌集』解釈、研究社学生文庫、1940
- 『臣民の道全釈』木下忠明共著、加藤中道館、1941
- 『芭蕉書簡集 註解』新地社、1952
- 『評釈国文学大系 第10巻、芭蕉俳文集』河出書房、1955
- 『校本芭蕉全集 第1巻、発句篇 上』校注 角川書店、1962
- 『日本古典文学大系 第92、近世俳句集』校注、岩波書店、1964
- 『古典俳文学大系 6 蕉門俳諧集 1』阿部正美・大礒義雄共校注 集英社、1972